# サラトフ航空
サラトフ航空(ロシア語:Саратовские авиалинии、サラータフスキイェ・アヴィアリーニイ)は、ロシア連邦の航空会社であった。愛称はサラーヴィア。

## 概要
サラトフ航空は、アエロフロート・ソ連航空のサラトフ支社の、アエロフロート・サラトフを継承し発足した。
ヴォルガ川沿の都市サラトフに本拠を構え、サラトフ中央空港からロシアに36、独立国家共同体のアルメニアとウクライナへ2路線を運航している。

## 歴史
- 1931年9月19日 - ロシアの最も古い飛行クラブの一つが所有していた飛行場が、国へ移管されてサラトフ中央空港（英語版）が開港し、半官半民の第242航空戦隊麾下の第171航空隊が発足する。当初はU-2練習機が配備され、マラリア蚊を駆逐する為と農業支援の為の農薬散布であった。
- 1933年 - 空港に郵便航空会社が設立される。
- 1935年 - 郵便航空会社が旅客業務を始める。
- 1936年 - 郵便航空会社が食品輸送を始める。
- 1954年 - Li-2へと航空隊配備機の入れ替えが完了する。このころ、アエロフロート（会社というよりは国営の航空会社群のようなもので、正式には「連邦航空グループ」と呼ばれるが、後に企業へと変化）へ参加する。空港の滑走路に夜間発進用のライトが装備され、空港が24時間営業に切り替わったことで、乗客、貨物、郵便、航空運送の輸送量が増加した。
- 1959年 - 空港ターミナルの機能が、平屋建て木造の建物から、隣接している以前グライダースクールが入っていた2階建ての建物に移される。飛行場には最大14人の乗客を運ぶことができるIl-14をはじめ、Yak-12や最初のヘリコプター・Mi-4が配備された。このころから飛行機に最初のキャビンアテンダントが乗務するようになった。
- 1968年 - 未舗装の滑走路1面から、エプロンを備え精密進入システムが装備された舗装済滑走路2面への改修が完成する。
- 1964年9月 - 初めてのターボプロップ機・An-24がモスクワから運行を開始する。
- 1970年代 - Yak-40やYak-42が配備されたことで空港滑走路が拡張され、ソ連の60都市へと運行が行われた。このとき1日に最大220回のフライトが行われ、3,500人もの乗客が輸送された。
- 1980年代 - An-2およびL-410を町村地域において使用し始める。
- 1989年 - Yak-40などの航空機は、ミンスクとカリーニングラードから西、イルクーツクから東、ムルマンスクからアシガバート、タシケントから南と、ソ連のすべての主要都市まで運航していた。当時の盛況ぶりは、120人乗りの乗客席の年間平均座席予約率が85％を下回らなかったことからもわかる。
- 1990年代 - アエロフロート・サラトフは4機のYak-42を自費で装備し、海外への貸与業務を行っていたため、他のアエロフロートの支社や傘下の航空会社が不況に煽られ次々と倒産する中で、ソ連崩壊による経営困難の時期を乗り切った。
- 1991年 - 国営企業としてアエロフロート・ソビエト航空が設立され、経営が移管され、経営の自主性が確保される。
- 1993年 - 親会社が、アエロフロート・ロシア国際航空へ社名を変更する。
- 1994年 - アエロフロート・ロシア国際航空から独立、国営企業「アエロフロート・サラトフ（サラトフ連邦航空グループ）」は合弁会社「サラトフ航空」へとなる。
- 1995年 - 経営困難な状況で成功した実績とさらなる発展を遂げていることを評価され、国際賞「バーミンガムのトーチ」を受賞する。
- 1997年 - 国際的な承認を取得し、独立国家共同体などに直行することができるようになる。
- 2000年 - 「ロシアの国内線旅客船」賞と「2000年の翼」賞を受賞する。
- 2012年 - 新株主が登場。これにより、空港ターミナルが再建され、乗務員のサービスが改善され、関税政策が改定されたことで、最終的には旅客数の増加と飛行回数の増加につながった。
- 2013年末 - ロシア航空業界で同種航空機初となった最新機・エンブラエル 195旅客機の運行が開始される。
- 2014年 - ルートのネットワークが大幅に拡張される。これにより今日のサラトフ航空の運行が確立され、通常のトルコへのフライトに加え、チェコ・スペイン・イタリア・ギリシャ・エジプトへと飛行している。
- 2018年2月8日 - ロシア航空よりAn-148-100B（機体番号：RA-61704・製造番号：27015040004）を貸与される。
- 2018年2月11日 - サラトフ航空703便墜落事故が発生する。706便はドモジェドヴォ空港からオルスク空港へ向かう国内旅客便で、事故により乗客65人と乗員6人の計71人全員が死亡した。

## 保有機材

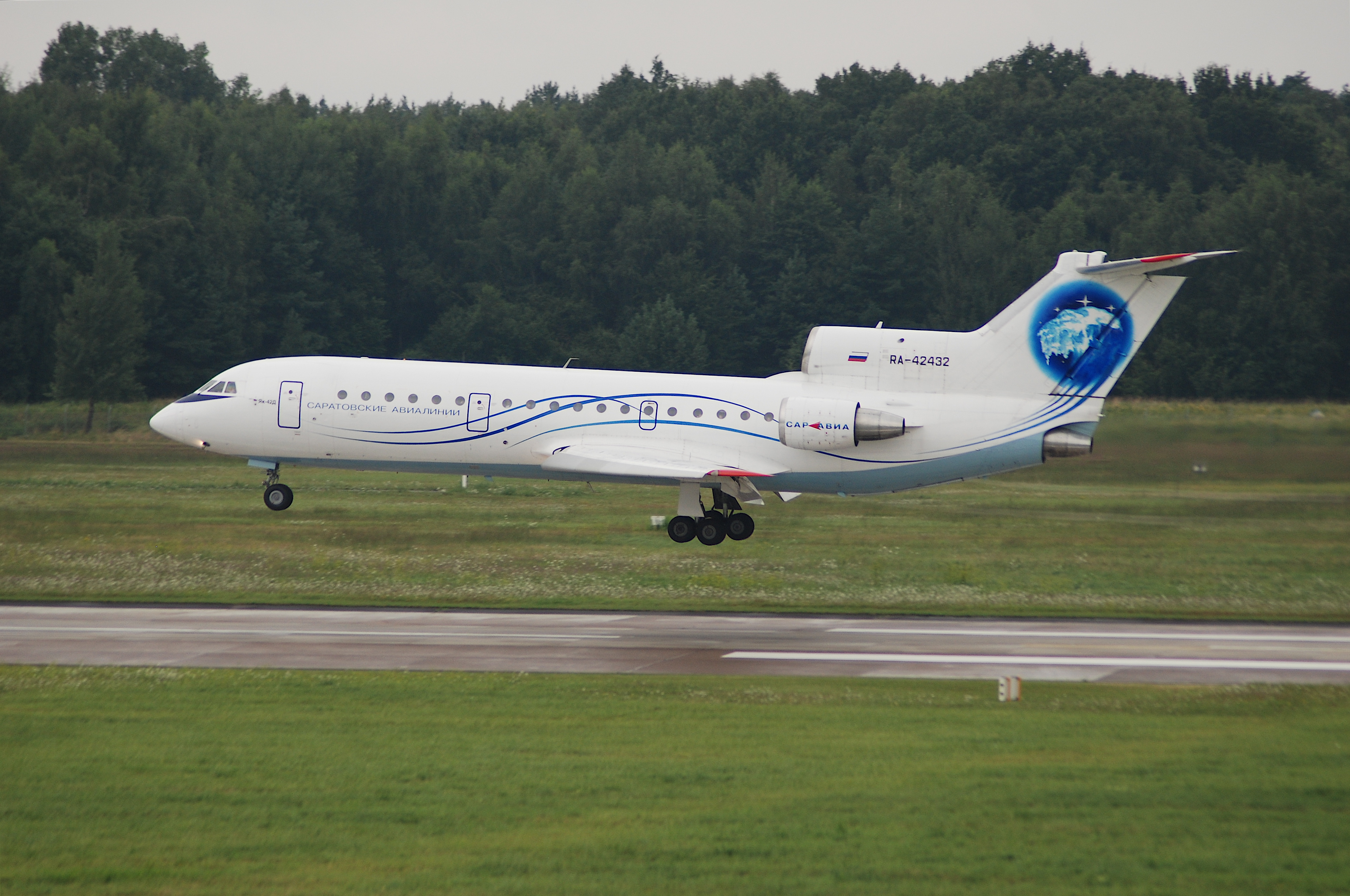
サラトフ航空のYak-42

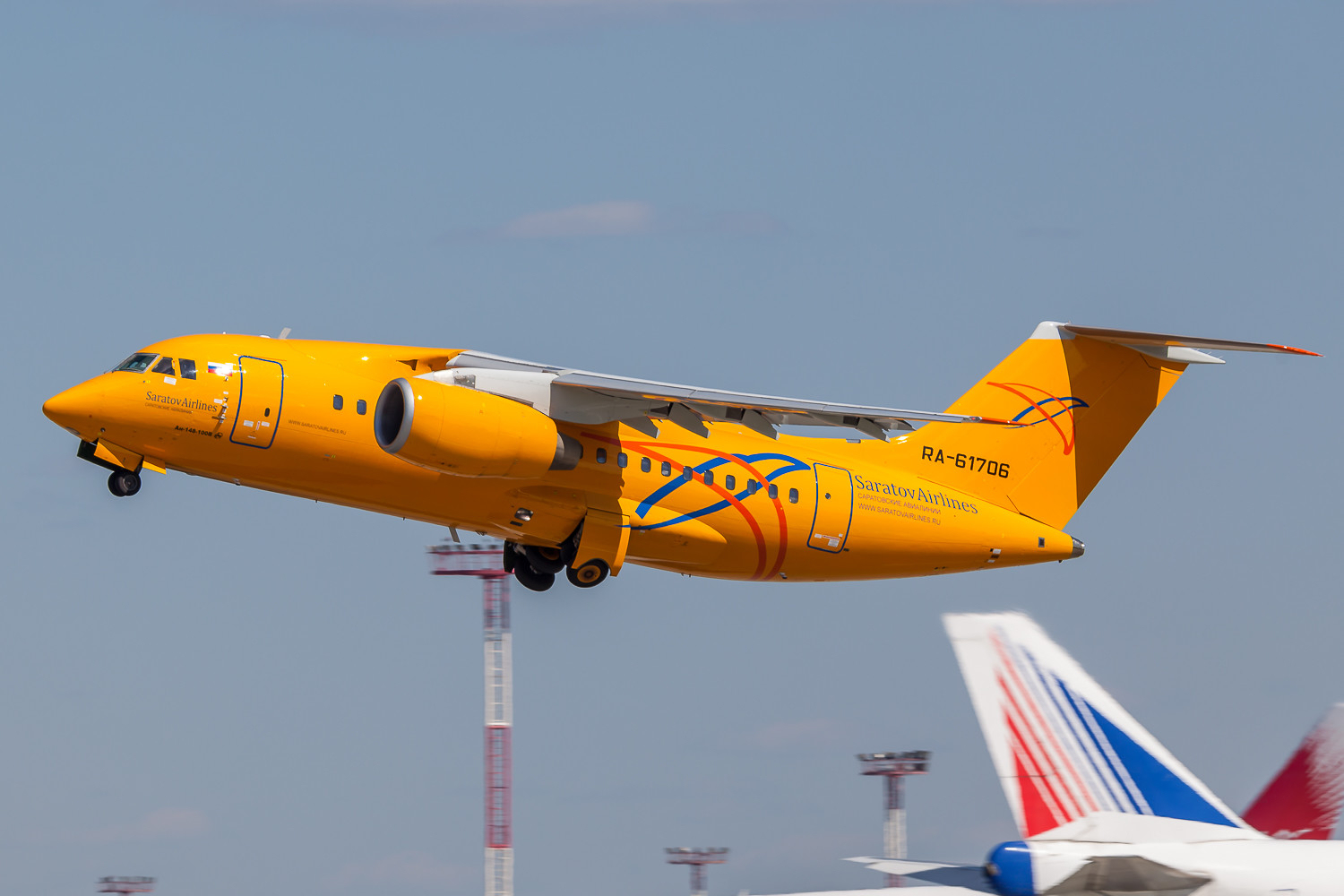
サラトフ航空のAn-148-100

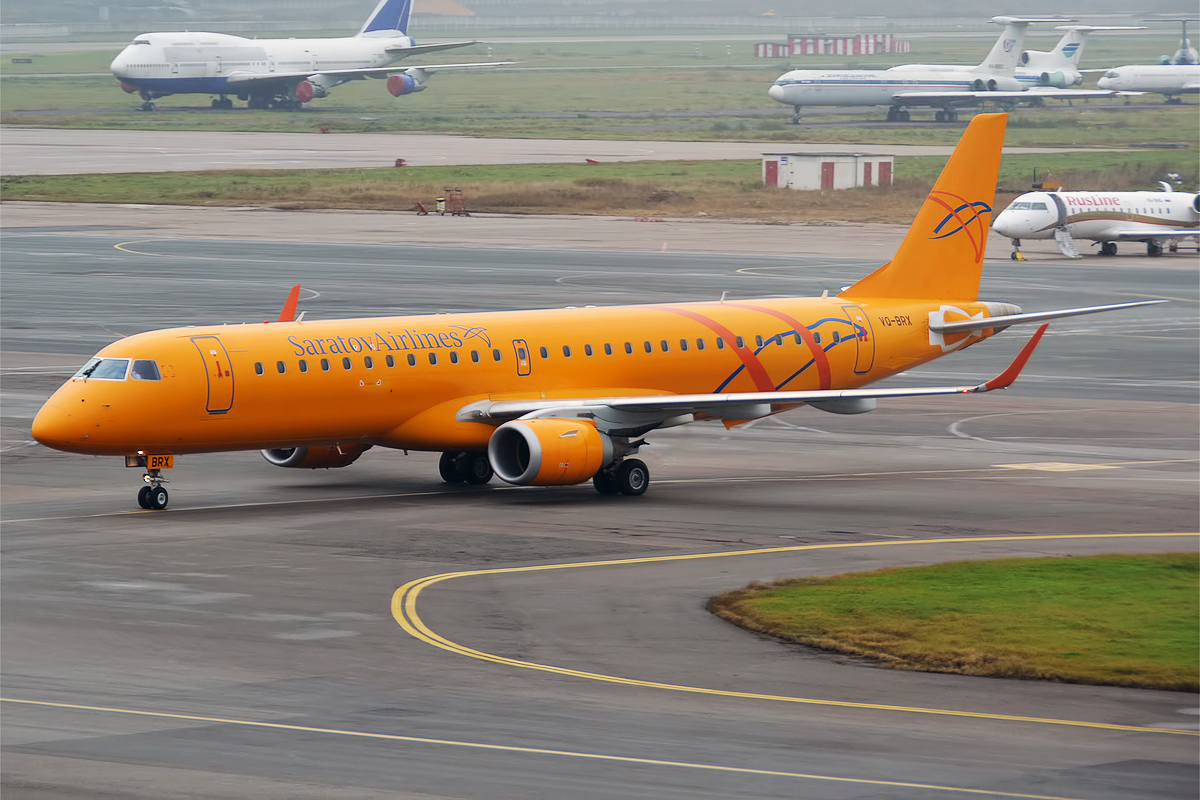
サラトフ航空のエンブラエル190

旅客機
- Ya-42/D ×5機

- An-148-100 ×4機

- エンブラエル190×2機

ヘリコプター
- Mi-2 ×12機
- Mi-8T ×1 機

## 運航
主な運航路線は、サラトフから以下の都市に向けての旅客便である。
- モスクワ・ドモジェードヴォ空港
- サンクトペテルブルク・プールコヴォ空港
- ソチ
- クラスノダール
- ペルミ
- ムールマンスク
- エカテリンブルク
- ミネラーリヌィエ・ヴォードィ
- チェリャービンスク

このうち、事実上モスクワ便のみが定期便となっている。
このほか、エレヴァン、バクー、スルグート、トビリシ、アナパ、ニジュネヴァールトフスク、ノーヴィイ・ウレンゴーイへのチャーター便も運航している。

## 事故
- サラトフ航空703便墜落事故